# Chimaera opalescens
Chimaera opalescens is een kraakbenige vissensoort uit de familie van de kortneusdraakvissen (Chimaeridae). De wetenschappelijke naam van de soort is voor het eerst geldig gepubliceerd in 2011 door Luchetti, Iglésias & Sellos.